# Entente II Lomé
L'Entente II Lomé est un club togolais de football basé à Lomé, la capitale du pays.

## Historique
Le club a pris part à plusieurs reprises aux compétitions internationales. Il compte cinq participations à la Coupe de l'UFOA, dont il atteint la finale lors de l'édition 1978. Ses deux victoires en Coupe du Togo lui permettent de participer à deux reprises à la Coupe d'Afrique des vainqueurs de coupe, en 1987 et 1990. La meilleure performance de l'Entente II est un quart de finale lors de la Coupe des Coupes 1990.

## Palmarès
- Coupe du Togo :
  - Vainqueur en 1986 et 1989
  - Finaliste en 1990 et 1999

- Championnat du Togo :
  - Vice-champion en 1979 et 1990

- Coupe de l'UFOA :
  - Finaliste en 1978